# 北京市十一学校
北京市十一学校，成立于1952年，位于北京市海淀区西南部永定路街道，前身是中央军委子弟学校。北京十一学校是北京市示范高中和国家级教育体制改革试点项目试验学校。
北京十一学校與北京大學附屬中學、清华大学附属中学、北京101中学、中國人民大學附屬中學和首都师范大学附属中学合稱「海淀六小強」。

## 学校历史

### 历史总览
| 时间      | 事件 |
| --------- | --- |
| 1952年9月 | 新北京十一小学建立。 |
| 1960年    | 增设初中部，更名为北京市十一中学。                                                                                                   |
| 1962年    | 为避免与北京市第十一中学混淆，更名为北京市十一学校。                                                                                 |
| 1964年    | 学校移交北京市教育局领导。 |
| 1972年    | 增设高中部，成为一所完全中学。 |
| 1992年5月 | 学校在全国提出了公办学校“五自主”办学体制改革新思想，即：“自主筹集日常办学经费、自主招生、自主用人、自主工资分配、自主教育教学改革”。 |
| 1993年1月 | 学校实行国有民办制模式。 |
| 1995年    | 学校成为海淀区“国有民办制”办学体制改革试点校。                                                                                       |
| 1996年    | 学校被批准为北京市办学体制改革试点校。                                                                                               |
| 1999年    | 北京市十一学校进行了中学六年一贯制的学制与课程改革实验。                                                                             |
| 2000年    | 学校被评为北京市教科研先进校。 |
| 2004年    | 学校被评为北京市示范性普通高中。 |
| 2009年    | 学校回归公办。 |
| 2010年    | 学校被批准为北京市综合改革实验学校。                                                                                                 |
| 2011年    | 学校被批准为国家级教育体制改革试点项目“深化基础教育学校办学体制改革试验项目学校”。                                                   |
| 2011年    | 学校开始执行走班、导师制。 |
| 2014年    | 学校荣获首届基础教育国家级教学成果特等奖。                                                                                           |

### 学校的诞生与初期发展
北京十一学校原为中央军委子弟学校，建立于1952年。在1951年，为解决一些军人子女入学问题，中央人民政府政务院和中央人民政府人民革命军事委员会共同批准建立该校。学校在建立时受到周恩来、聂荣臻等人的关怀，聂荣臻在建校时还为该校题名，朱德常到该校视察，并曾去该校老师家进行访问。此外，一些身为著名高级军官的学生家长，在建校初期，也常去学校视察。因此，学校初期发展迅速。学校最早（1952-1955年）由罗荣桓的夫人林月琴担任校长。此学校选用了中华人民共和国的建国日作为名称。最初，此学校正式名称为“新北京十一小学”，只有小学部，没有中学。由于是中央军委子弟学校，最初一般只招收中央军委人员的子女。
学校建立初期采用寄宿制、军事化和供给制的管理模式。学校建校初期，校长、老师、同学间关系十分和睦。建校初期，学校取得了不少重要成就：包括在1954年成功组织学生赴保加利亚参加国际夏令营，在1963年组建无线电活动队等。学校在建校初期重视每一个学生的发展，以各种方式发展同学入中国少先队、中国共青团，并积极鼓励后进生。

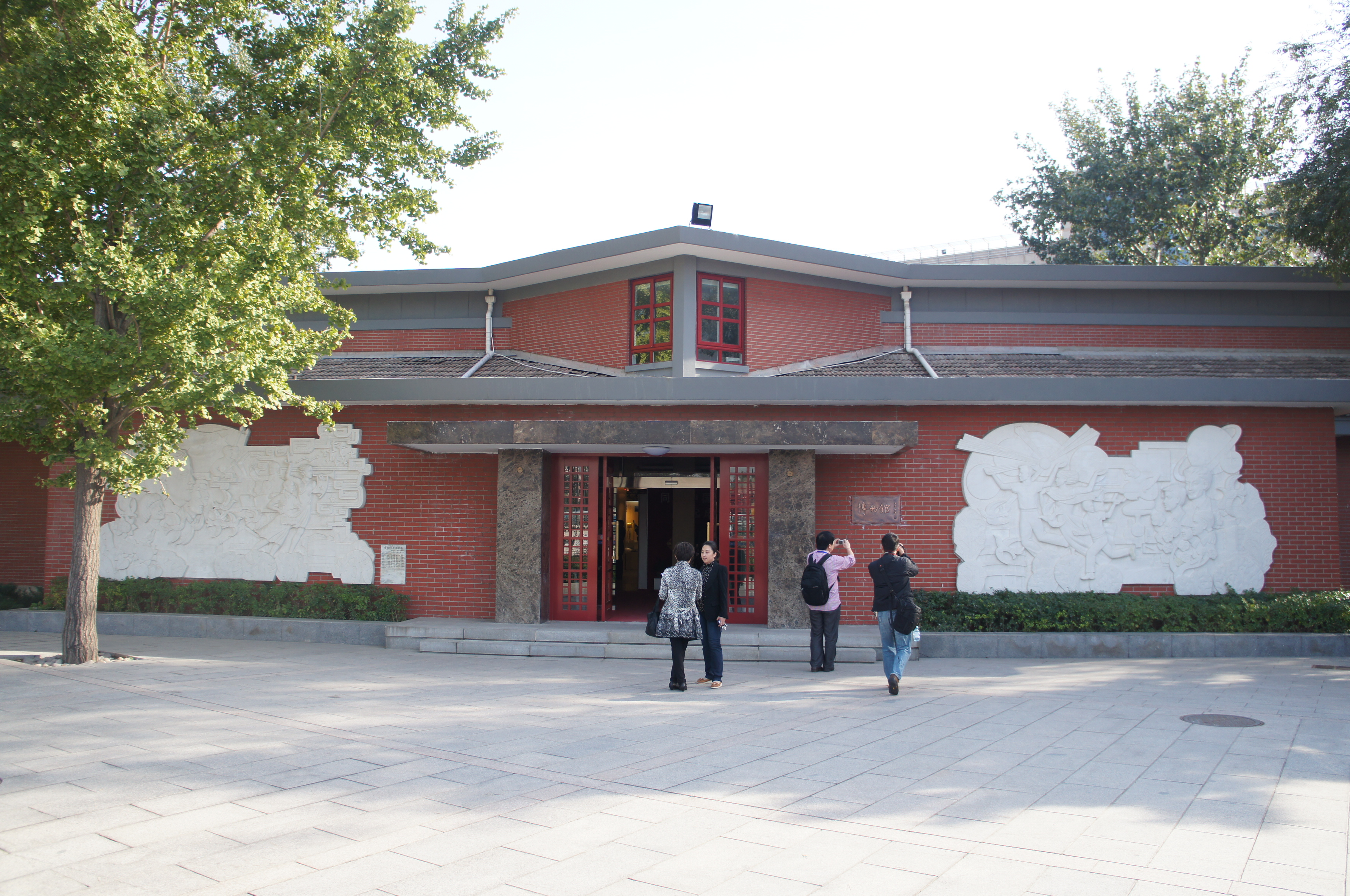
校博物馆，学校历史最悠久的建筑

最初建校时，学校只有平房、二层小楼和水泥操场，中轴线呈“东北-西南”方向（今天是南北向），布局与今天完全不同。学校最早的一批建筑由苏联援建，所以都是苏式风格的：墙面呈红色、尖顶，类似哥特式建筑。如今，这些建筑基本都已拆除，仅有西南边的一座“八角楼”被保存下来。这座八角楼最初是教学楼，后为校史馆，现在是校博物馆。学校最初的大礼堂规模雄伟，后被拆除，位于现宿舍楼的位置。学校六十周年校庆时设立了大礼堂地标遗址，以展现学校的历史。

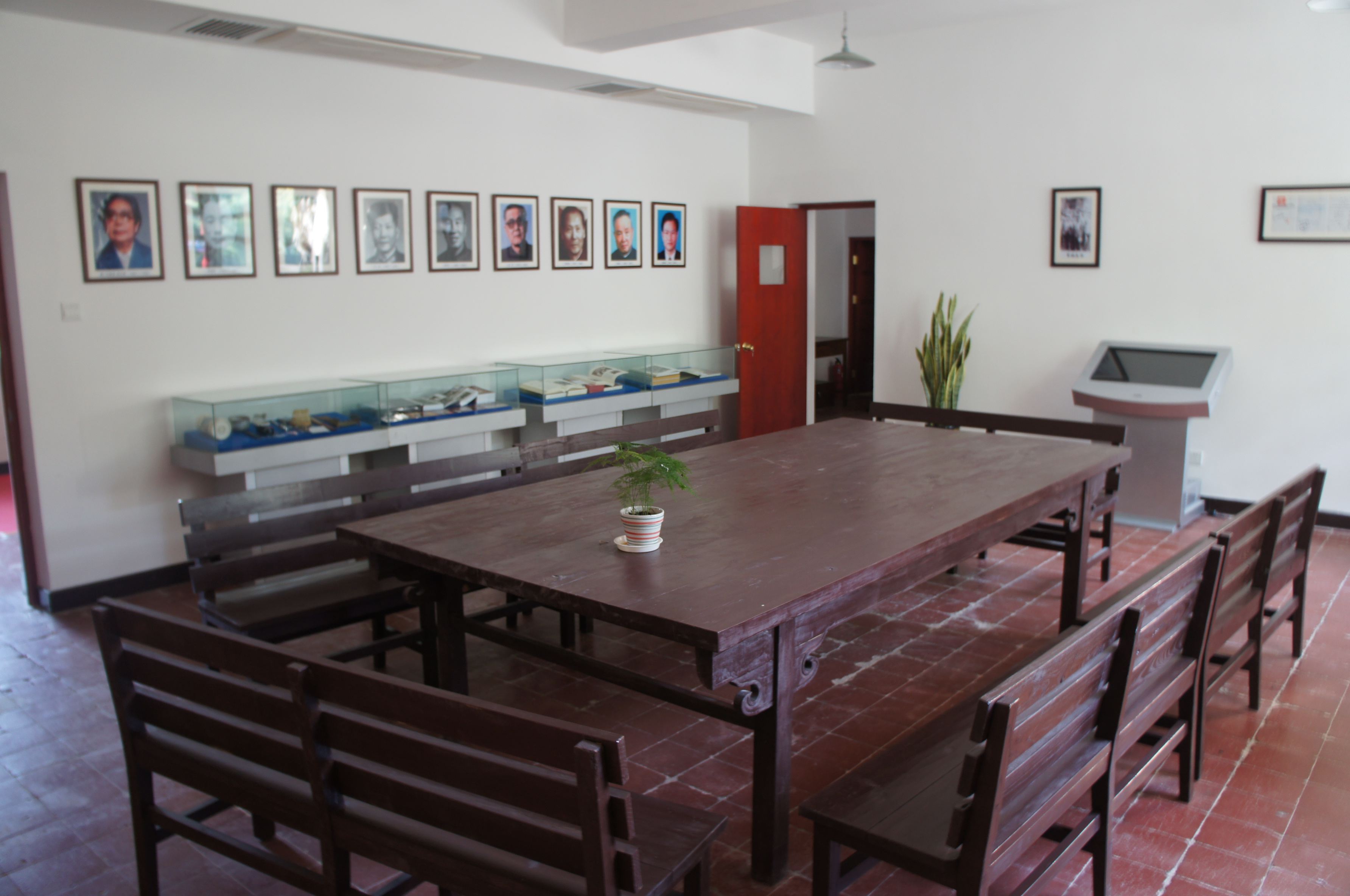
一间目前作为校博物馆展厅的老教室

学校于1958年设置初中部，1966年设置高中部。此后，学校更名为“新北京十一学校”，后改为“北京十一学校”，即今天的名称。1964年，学校成为北京市普通学校，不再是中央军委子弟学校。从那时起，学校也开始招收中央军委人员子女以外的学生。目前，学校只有幼儿园、初中部和高中部，小学已经全部转入建华学校。

### 动荡中的学校
该校曾历经大跃进和文化大革命两次严重的动荡。但是，学校挺过了危机，且停课时间相对北京市其他中学较短，在出现人才断层的时期为国家军界、政界、科技界输送了一定量的人才。
1958年，国家开始大跃进，很多学校发动老师、同学停课，大炼钢铁。在三年大饥荒时期，中国出现了严重的粮食短缺。但是，十一学校在此期间始终没有停课，坚持教学，没有师生参与炼钢。在1961年，学校曾经出现过粮食危机，还发生了学生集体进入食堂偷馒头的事件。但是，学校努力协调各方面、各部门，努力为学生提供了相对充足的粮食。相对其他单位而言，十一学校粮食危机较轻。
1966年，文化大革命开始。此后，全国各所学校纷纷停课闹革命。1966年，十一学校曾被批判为“贵族学校”、培养“修正主义苗子”，因而遭停办，期间出现了较大规模的动乱。学校在1968年恢复办学。在停办期间，曾一度发生学生侮辱甚至攻击教师的事件，但是，老师们依然为学生提供生活上的照顾和力所能及的帮助，学校还提供免费接送学生看病等服务，令许多当时的学生至今十分感动并感到悔恨。学校还努力保护了学校财产，使之免遭破坏和冲击。恢复办学后，十一学校在让学生参加政治运动的同时，一直没有间断教学。
1968年，刚恢复办学时，学校的教学制度受到了相对较大破坏，比如有学生团体组织学生上街游行，1969年之后就基本稳定了。1969年，学校在校外为学生设置劳动场所，包括颐和园附近的校办农场，在门头沟的校办工厂，在学校南边的校办果园等（后均被取消），按政府要求安排学生劳动。学校安排参加的劳动有种白菜、养果树、制葡萄酒等。此外，学校还组织学生参与人防工程，发动学生挖防空洞，以按政府要求防范苏联的进攻。在挖洞过程中，印尼华侨教师谢兆伟于1970年4月因事故以身殉职，此外还有多名学生受伤。在2012年10月举行的校庆活动中，校方摆出该教师的遗像，许多老校友参与纪念活动。学校在1978年获得北京市人民政府颁发的“人防工程优秀奖”。在1968年到1978年，学校多次组织学生参加“小长征”之类的野营和拉练（长途跋涉）活动。学校还曾组织学生进行被称作“工学结合”的劳动，制作了许多教具，远销全国。一般来讲，每名学生一两周要去劳动一次，以班或年级为单位，统一组织，各个班级、年级，轮流参与，不去劳动时就正常上课。另外，学校还按政府要求组织学生贴大字报、喊政治口号等。动乱期间，与当时北京市其他学校相比，十一学校停课时间较短。
当时的分配制度和学校较短的停课时间使文革期间的毕业生都有相对较好的归宿。比如1969届毕业生全届加入中国人民解放军，1970届毕业生全届进入航天部（今中国航天科工集团有限公司）。如今，在中国军界、政界、科技界，都能见到这些毕业生的身影。

### 改革开放之初
学校在改革开放之初，停止了文革时期的各种学生劳动活动，努力使用各种方法来提升教学水平。1981年，十一学校出现第一名特级教师。1985年，学校开始和中国科技大学合作培养教师。1986年，学校请王葆仁等4位化学专家进行指导，学校在北京市教学成果展中获奖，一位学生获得中华人民共和国全国中学生化学竞赛一等奖，在十一学校尚属首次。1987年，学校在中科院心理学研究所的指导下，改进数学课教学方法，数学教学成绩因此获得一定提高。1988年，学校为防止腐败，实行教师代表大会信任投票制度，如果校长的得票率不足百分之五十，就要立即辞职，但实际上没有一位校长因此而离职。1989年起，学校开始招收应届毕业生到学校当老师。1991年起，学校开始使用电教手段进行教学。

### 民办教育改革
1992年，为适应“苏东波”造成的国际形势与人们意识形态的转变，学校提出并进行民办教育改革，从此，学校的性质由公办改为民办官助，即在民办的基础上接收政府给予的一定资助。学校在此期间自主筹集经费、自主招生、自主用人、自主分配工资、自主改革，使学校很大程度上不依赖政府的管理。
1994年起，学校开始实行分层教学，使学生成绩逐渐两极分化。1996年，学校实行“六个下决心”，其中包括要下决心摆脱以升学为中心的课程体系，可是，这在有中考和高考强大压力的中国大陆并不现实，因此至今未能实现。1999年，学校开始实行“二四制”教学，即初中两年，高中四年，区别于中国大陆普遍实行的初中三或四年、高中三年的教学体制。2000年左右，校园中大多数建筑物被拆除重建，学校于20世纪50年代建的建筑中保留下来的只有校史馆。学校重建的建筑依然保留了原有的苏联式风格——砖红色墙、红屋顶。校内设施在此期间也有改善：学校陆续购置了大量计算机、投影仪等教学设备，并建立机房。学校还建立了设施一流的体育馆，包括羽毛球馆、乒乓球馆、游泳馆等。学校还建立了新的学生宿舍楼。新建的供教师租住的教师公寓，一定程度上解决了教师，尤其是外地教师的住房问题。学校原有的楼一般只有一两层，而新楼大多有五六层。因此，学校的建筑面积在此期间有较大增加，这为日后的发展打下了物质基础。学校于2000年在校园的东南角建立了私立的建华学校。2004年，学校设立国际部，专门招收想出国的学生以及国际学生。

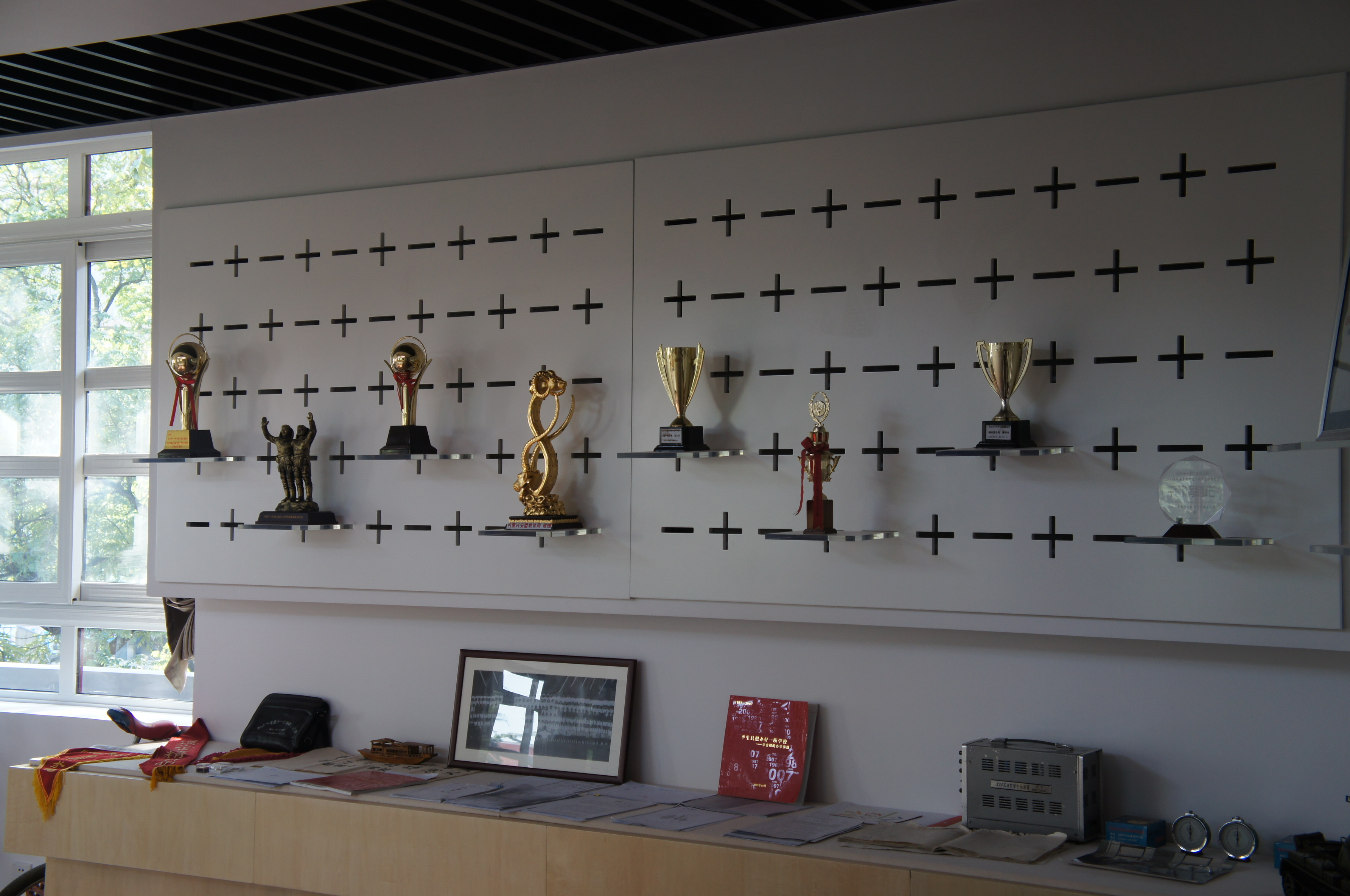
学校夺得的奖杯

该校在这段时期学费比一般民办学校略低，但明显高于公办学校（在2008年招最后一届自费生时，除少数免费班外，其他班级每名学生每年学费在20000元人民币左右，而像建华学校等民办学校，每年约30000元人民币）。因此，在该时期，十一学校为贵族学校。学校在此期间招聘了来自中国各地的优秀教师，提升了教学水平。在此期间，学校的综合实力日渐增强，在北京市的排名有所上升，名气也逐渐扩大。2005年，学校被评为北京市示范高中。童话大王郑渊洁在2008年来校讲座后称北京市十一学校是学生有幸福感的中国学校。

### 重回公办
2008年，李希贵校长上任。

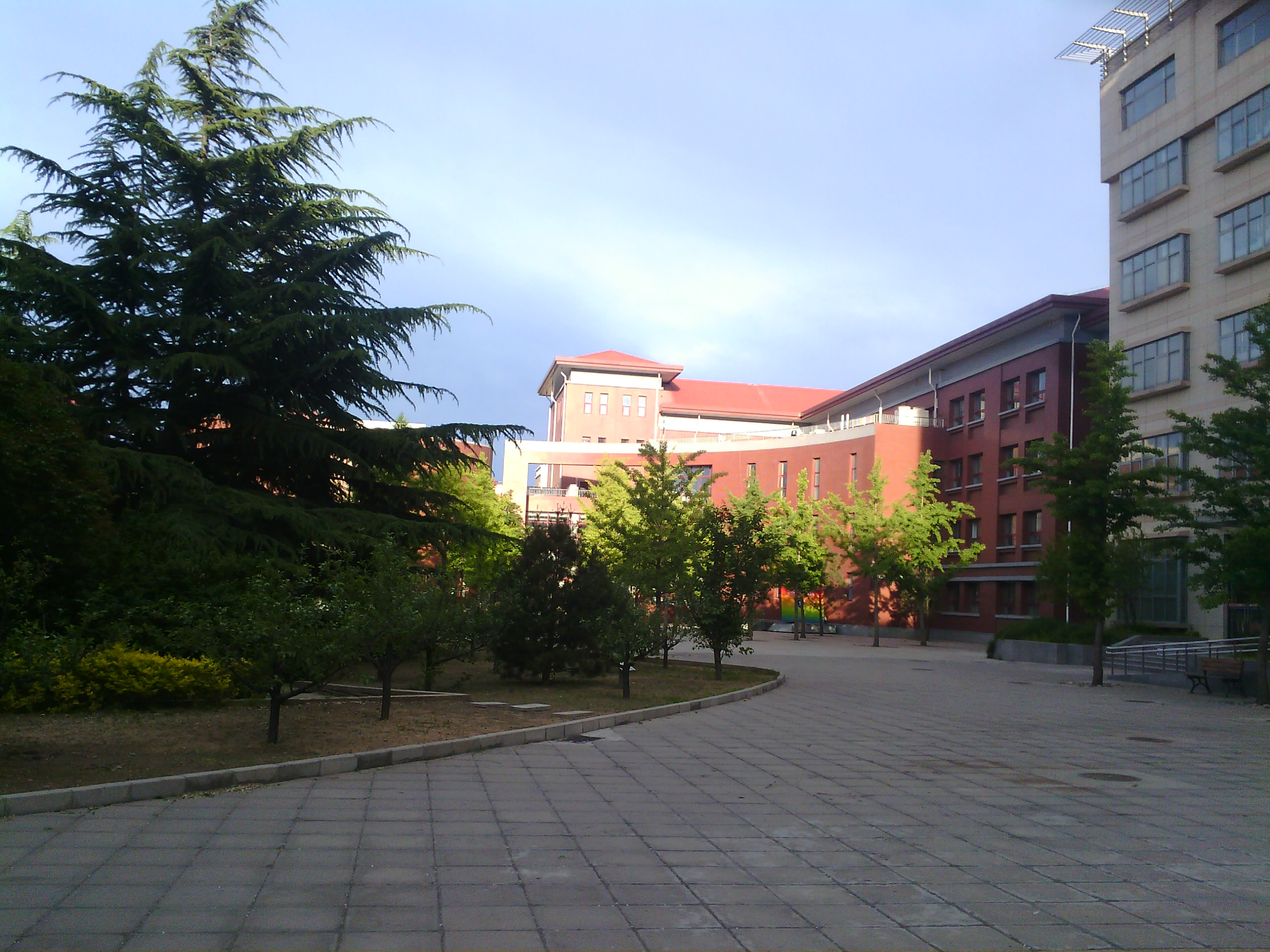
林月琴图书馆。林月琴是十一学校第一任校长。为纪念她，学校将该图书馆在2012年定名为林月琴图书馆。

2009年，学校由民办官助体制重新回到公办，同时学校开始拟定新教改的计划。但建华学校依然保持私立制度直至2022年。学校同时公布《北京市十一学校行动纲要》，共15章、100条，成为学校新教改的总纲领和学校精神的集中体现。
2011年9月，学校正式开始实行新教改，并进行走班制尝试。

## 历任校长
| 校长   | 在任时间                       |
| ------ | ------------------------------ |
| 林月琴 | 1952年－1955年                 |
| 李景陶 | 1955年－1960年                 |
| 李亚平 | 1960年－1962年                 |
| 向导   | 1962年－1966年、1968年－1974年 |
| 李子仁 | 1968年－1974年                 |
| 文芳   | 1974年－1979年                 |
| 倪宝恕 | 1979年－1980年                 |
| 张省三 | 1980年－1987年                 |
| 李金初 | 1987年－2007年                 |
| 李希贵 | 2007年—2019年                  |
| 田俊   | 2019年至今                     |

- 注：文革时期，校长和革命办书记都是学校的最高领导。其中向导是校长，李子仁是书记。

## 校歌
该校目前最受公认的校歌作于2007年，由当时校长李金初作词，由校管弦乐团演奏、校合唱团演唱。
2008-2010年入学的每一届初中，都会举办“校歌合唱比赛”。在2011年之后，“新教改”和“走班制”的实施导致班级消失，原本以班为单位进行的合唱活动亦随之停止。
该校校歌不止这一首。在2012年校运动会开幕前，有学生曾演唱过新版校歌，新校歌由学生作词作曲。但是，该校歌基本上只在正式场合上公开演唱过这一次，然后就“销声匿迹”，没有流行开来。

## 学校设施

### 将帅语林墙
由于早先该校有中共中央军委背景，学校为勉励师生，于2002年9月在学校东侧围墙上设立了“将帅语林墙”，共有包括中国国家领导人、中国人民解放军高级军官、该校杰出校友在内的100多人在上面进行了题词。前中共中央总书记、国家主席江泽民也题词“园丁”二字作为纪念和对师生的勉励。

### 教学楼

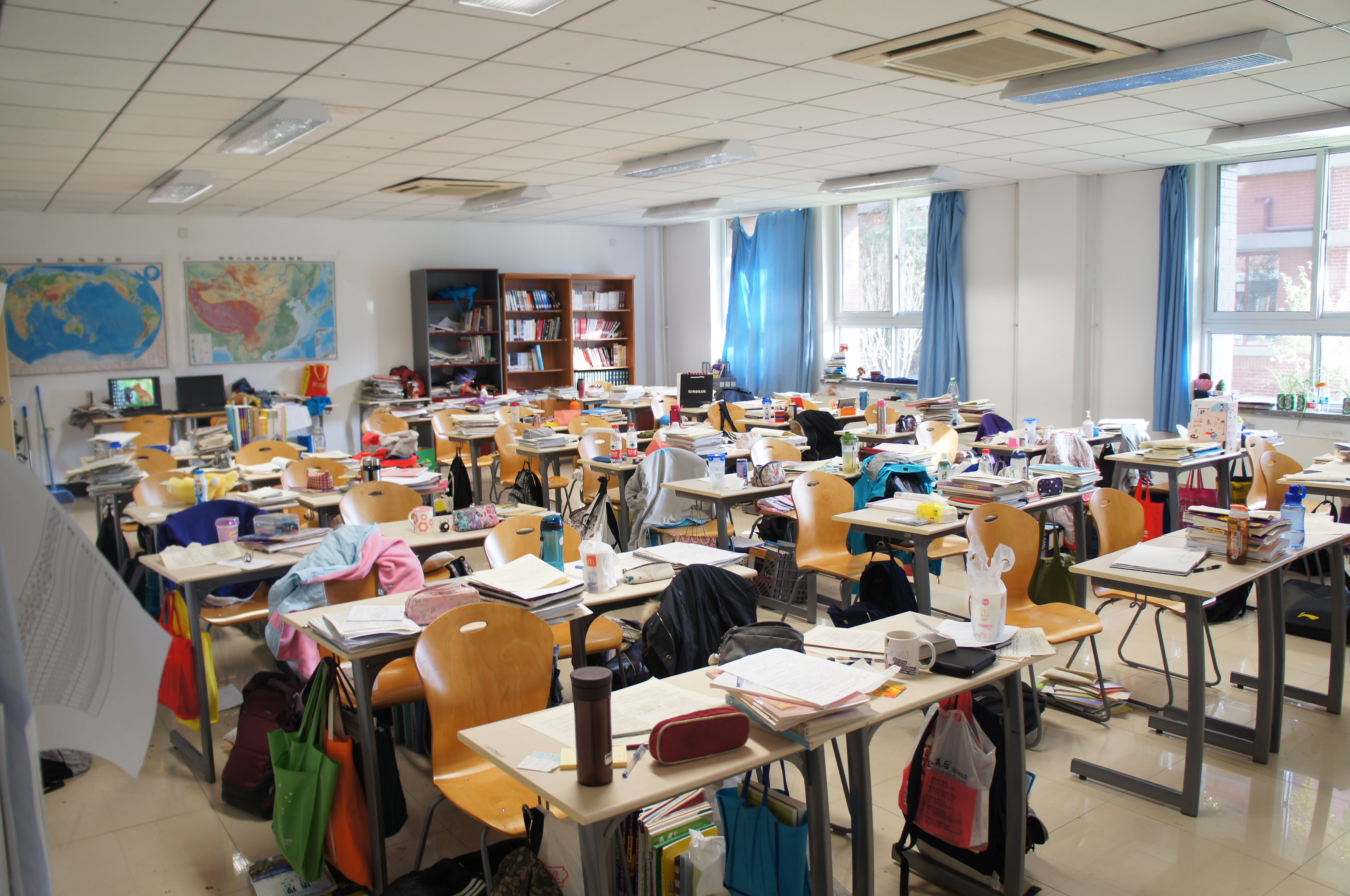
普通教室

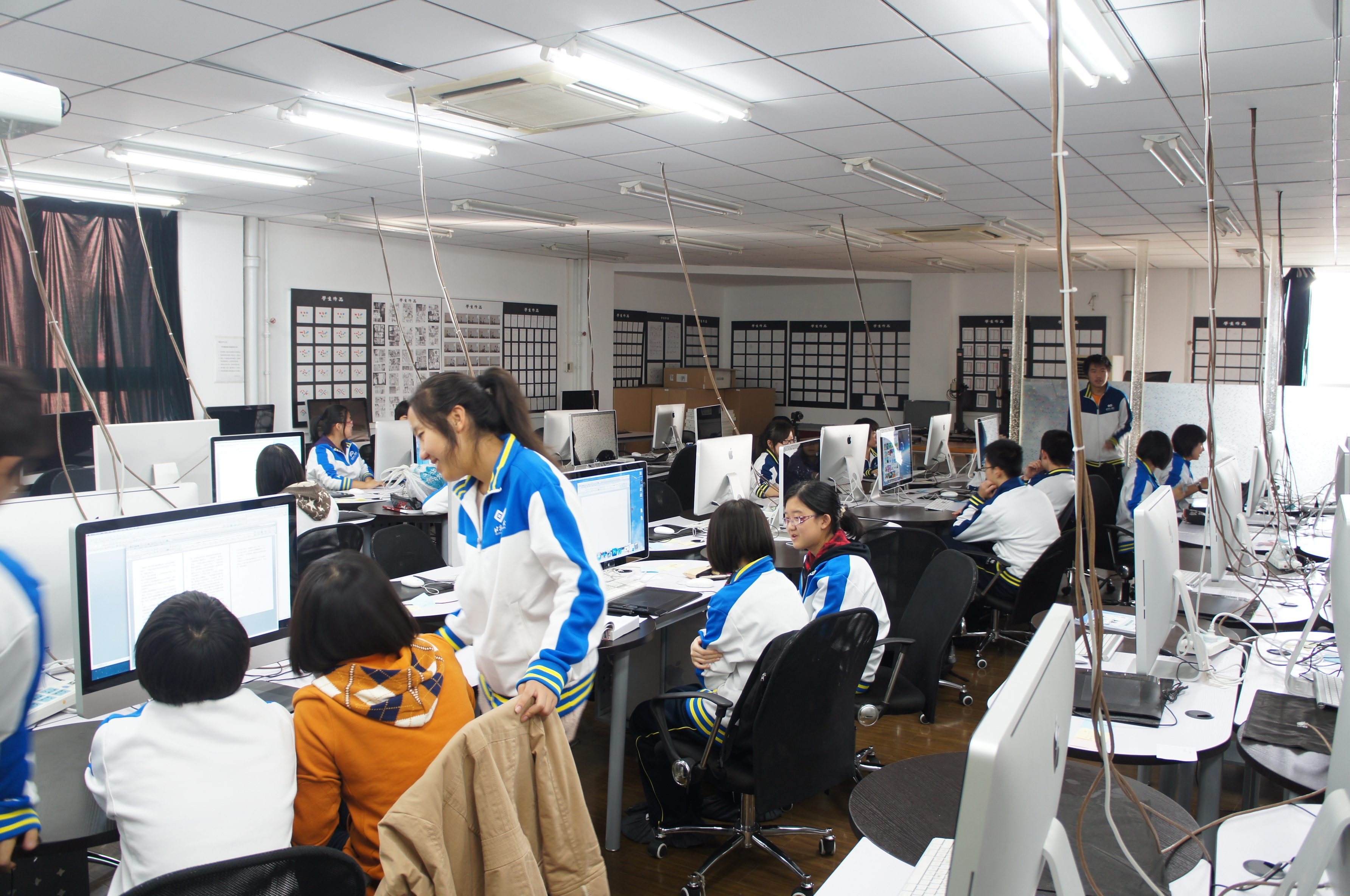
苹果机房

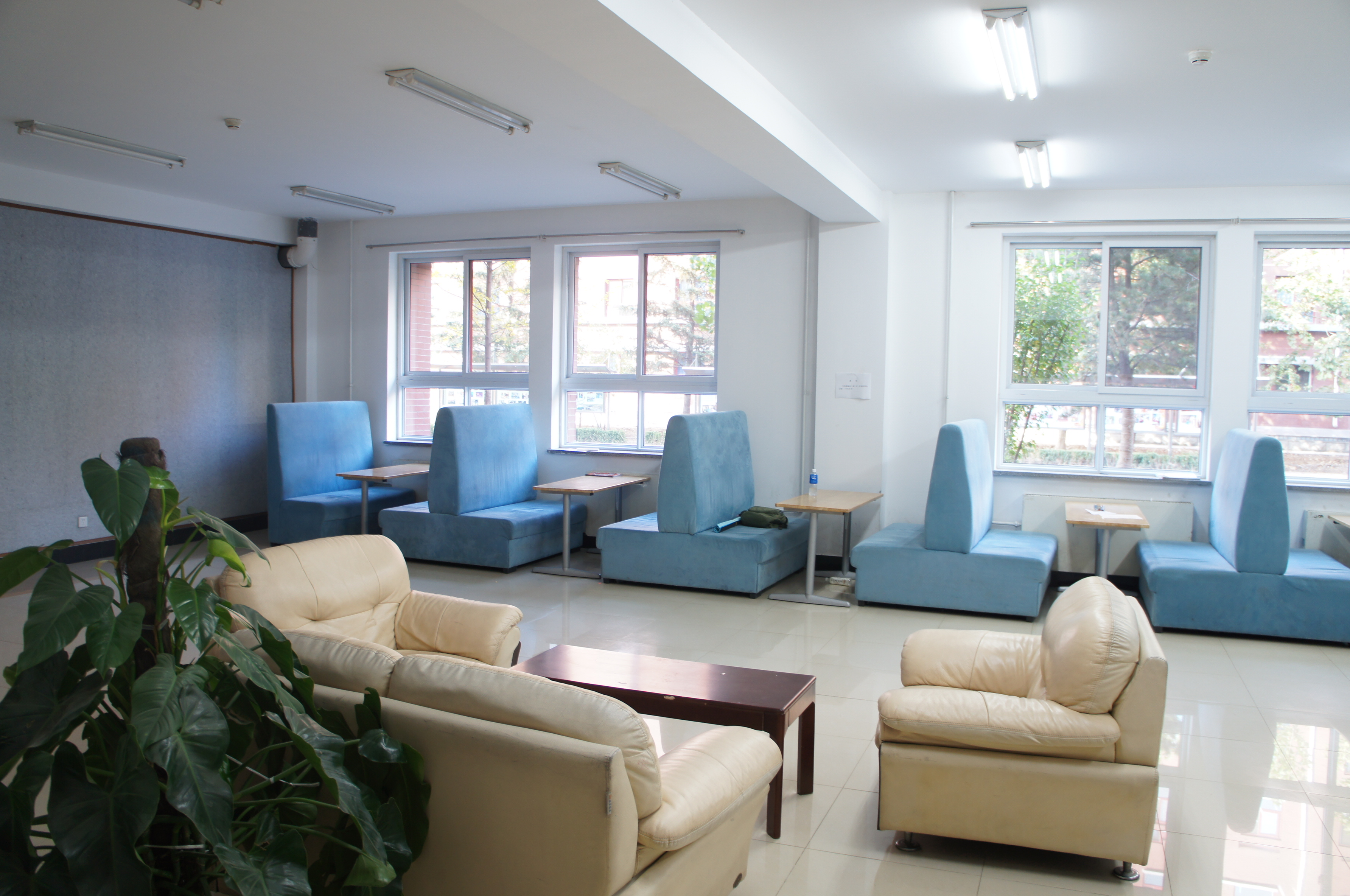
讨论区

包括建华学校在内的教学用楼共有7座，包括建华小学楼、初中楼、高中楼、容光楼、远翥楼（国际部）、艺术楼、图书馆，均为六层。所有建筑均为为苏联式风格，外墙呈暗砖红色。远翥楼最为现代化，中间有直径约20米的天井，通风、采光良好。其他教学楼为普通板楼。初中楼、高中楼、容光楼、远翥楼每层有大约15-20间教室。

### 电子设施
每个教室内配备有监视摄像头、打印复印一体机，部分教室配备有 投影仪、实物展示台、打印复印一体机，大多数教室内有一台可供学生使用的计算机，各楼层中厅也有计算机供学生使用。容光楼、艺术楼、远翥楼部分楼层设有机房，包括一间用于动漫设计课程的苹果机房。教学楼内还有收费使用的复印机、打印机。学校中有信号能覆盖全校大多数地方的Wifi网络，供师生免费使用。花园附近设有简易百叶箱，供给爱好气象的同学使用。

### 教室布置
2011年后，所有初中楼、高中楼和科技楼的教室被分为不同学科的功能性教室，每间教室只上一门课。化学教室、物理教室、生物教室均为实验室。教室内有一些相关藏书，少则十几本，多则上百本，与教室的科目内容相关。有的教室内还有花、鱼，生物教室内甚至还养有蛇，有专门的老师或同学负责。

### 图书馆
图书馆位于学校南部，藏书近20万册，其中一些比较大众化的图书已经进入功能教室。馆内设有电子阅览室。此外，图书馆还用作周末时的自习室。

### 博物馆

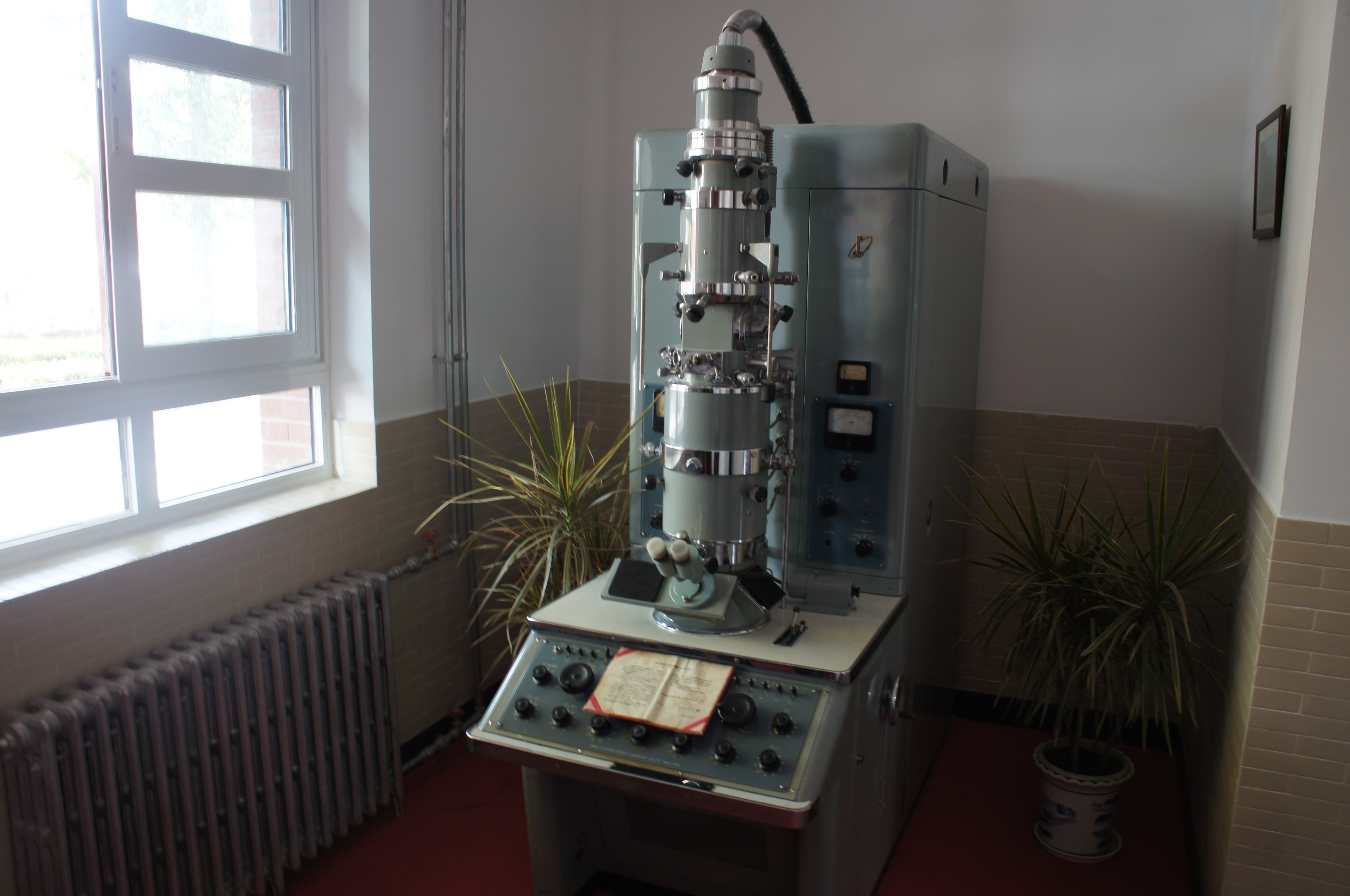
博物馆里的电子显微镜

博物馆位于学校主操场以南，学校的西南部。该建筑建于1952年，最初是教学楼，2000年之后成为校史馆，2012年9月进行了为期一个月的大规模装修，10月即改称博物馆。该建筑共有两层，外墙红色，苏联式风格，横截面成八角形。在这里，可以浏览该校的历史发展的详细过程。在博物馆一层大厅，陈列着许多50年代时学校中的设施，包括旧式大喇叭、风琴、小提琴和一台收发报机。楼内保留了几间旧教室和以前的教师办公室，它们的内部陈设和风格等与1952年刚建校时相同。许多校友前来参观时，纷纷在此忆起当年在校的时光。博物馆一层设有一台电子显微镜，该显微镜由日本电子公司于1963年制造，1964年进口到中国，由军事医学科学院在80年代赠送给学校，价值十万元人民币（80年代），是北京市的中学中第一台电子显微镜。不过，由于这台显微镜“年事已高”，所以已经被束之高阁，无人再用。馆内的房间里、教室里悬挂有历任校长照片、历届同学毕业照、校友的书法作品等。在二层中厅，陈列有学校获得的奖状、奖杯，摆放着学校的每一期校刊，还有一些旧的实验仪器。整个博物馆氤氲着怀旧的风情，记录着十一学校的发展历程和曾经获得的荣誉。

### 体育设施

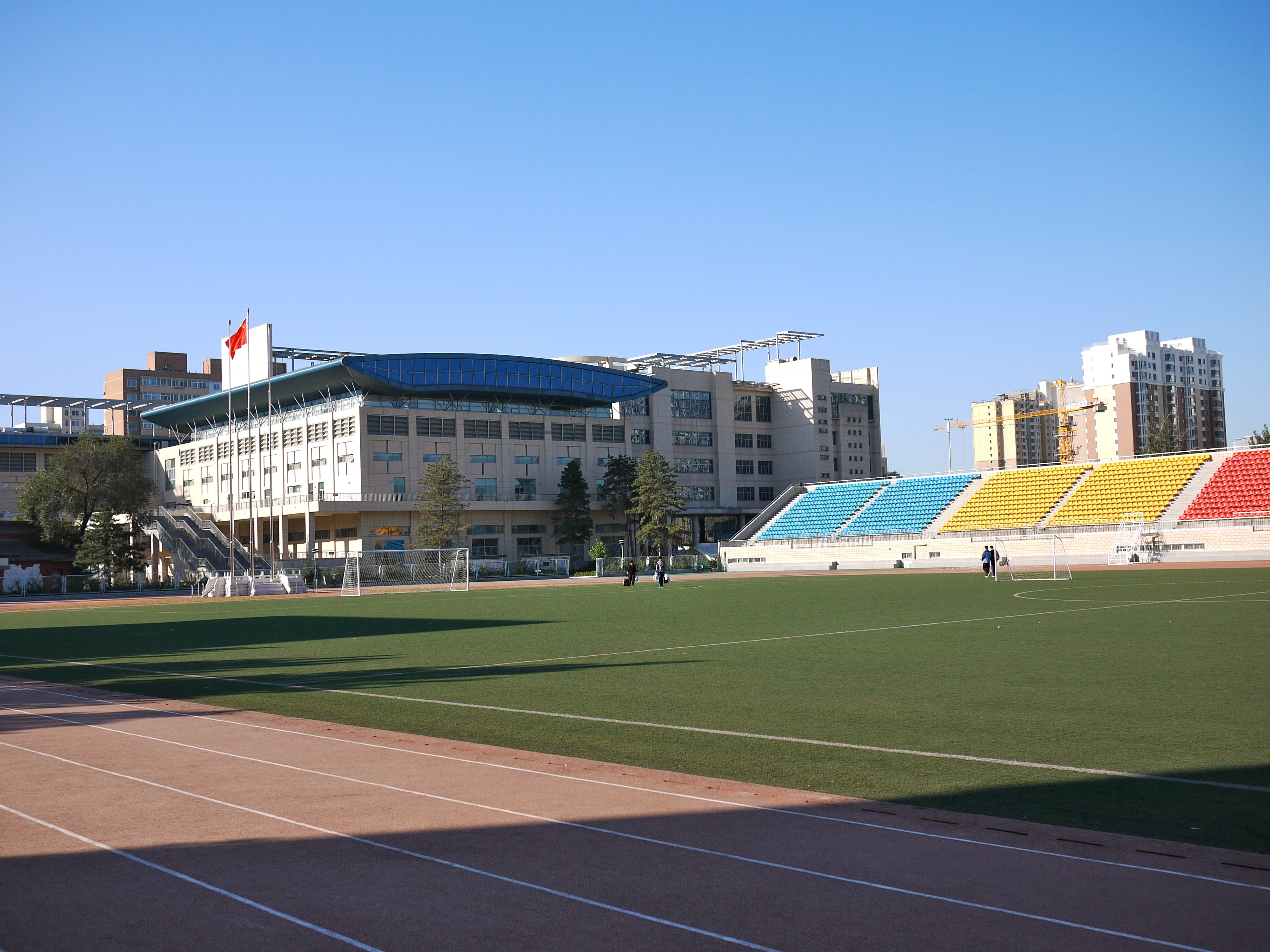
大操场及看台

包括建华学校在内共有2块操场，铺有塑胶跑道。其中，主操场周长400米，内部设有人造草坪足球场。建华学校操场周长200米，中间设有篮球架。大操场北侧为露天篮球场和羽毛球场。大操场西面有能容纳1000多人的看台和主席台，在运动会期间使用。学校各处设有一些固定的室外健身器材。
学校还有一座体育馆，内有篮球场、乒乓球室、羽毛球馆、健美操房、健身房、游泳馆等，对全体学生开放。

### 生活设施

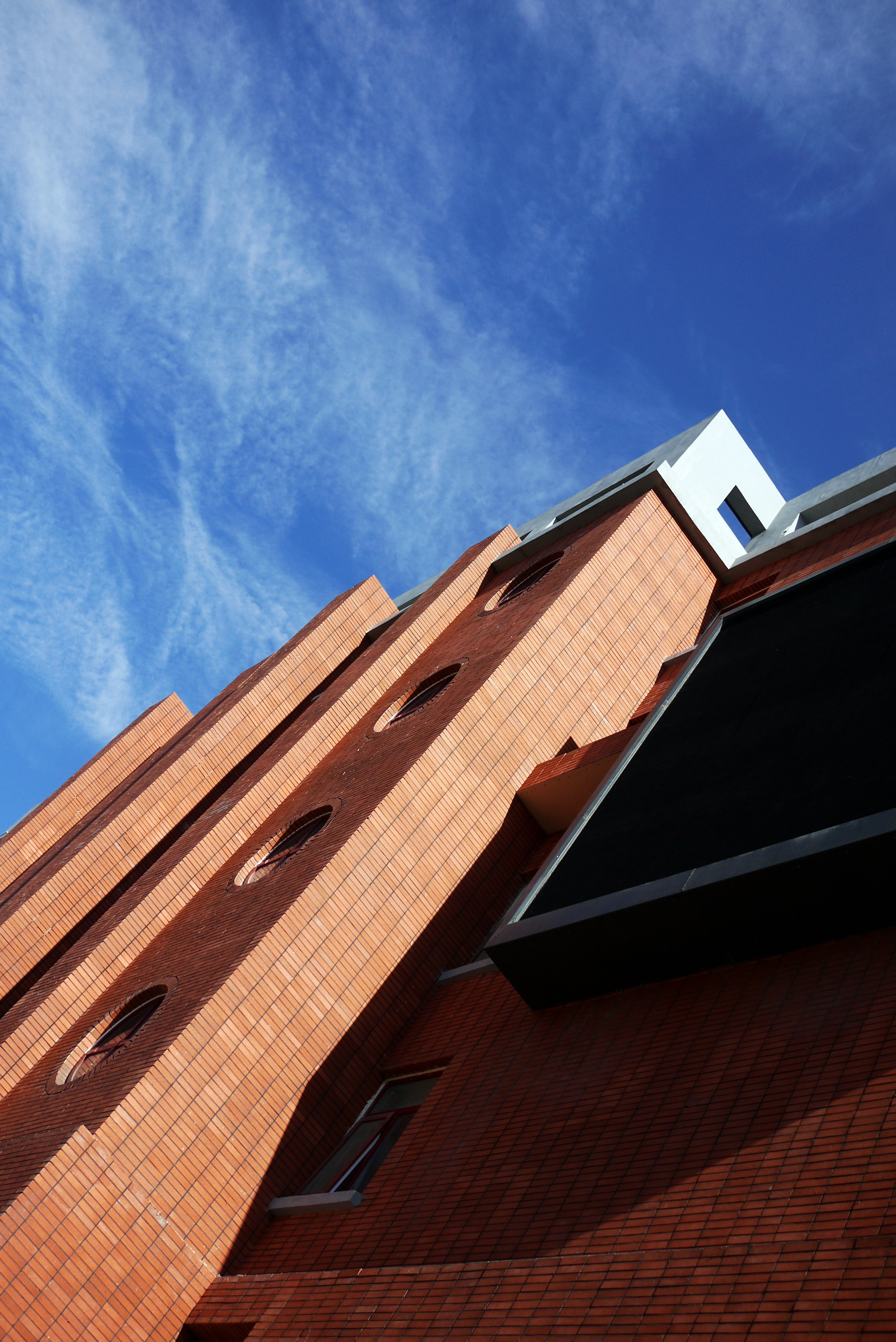
学生公寓和安装的大型显示器

有教师公寓一座，学生宿舍一座。学生宿舍内有简单家具、空调和广播设备，每个宿舍住4人，均配有独立的洗手间、淋浴间。宿舍楼设有充电柜、洗衣机，微波炉和冰箱。学校总共约有宿舍480间，可容纳近2000多人住宿。
餐厅共有7个（包括教师餐厅），对外承包经营，不对外开放。食堂门口设有物美便利店。
校医务室位于宿舍楼东南角，有专职校医和常备药物。

### 其他设施

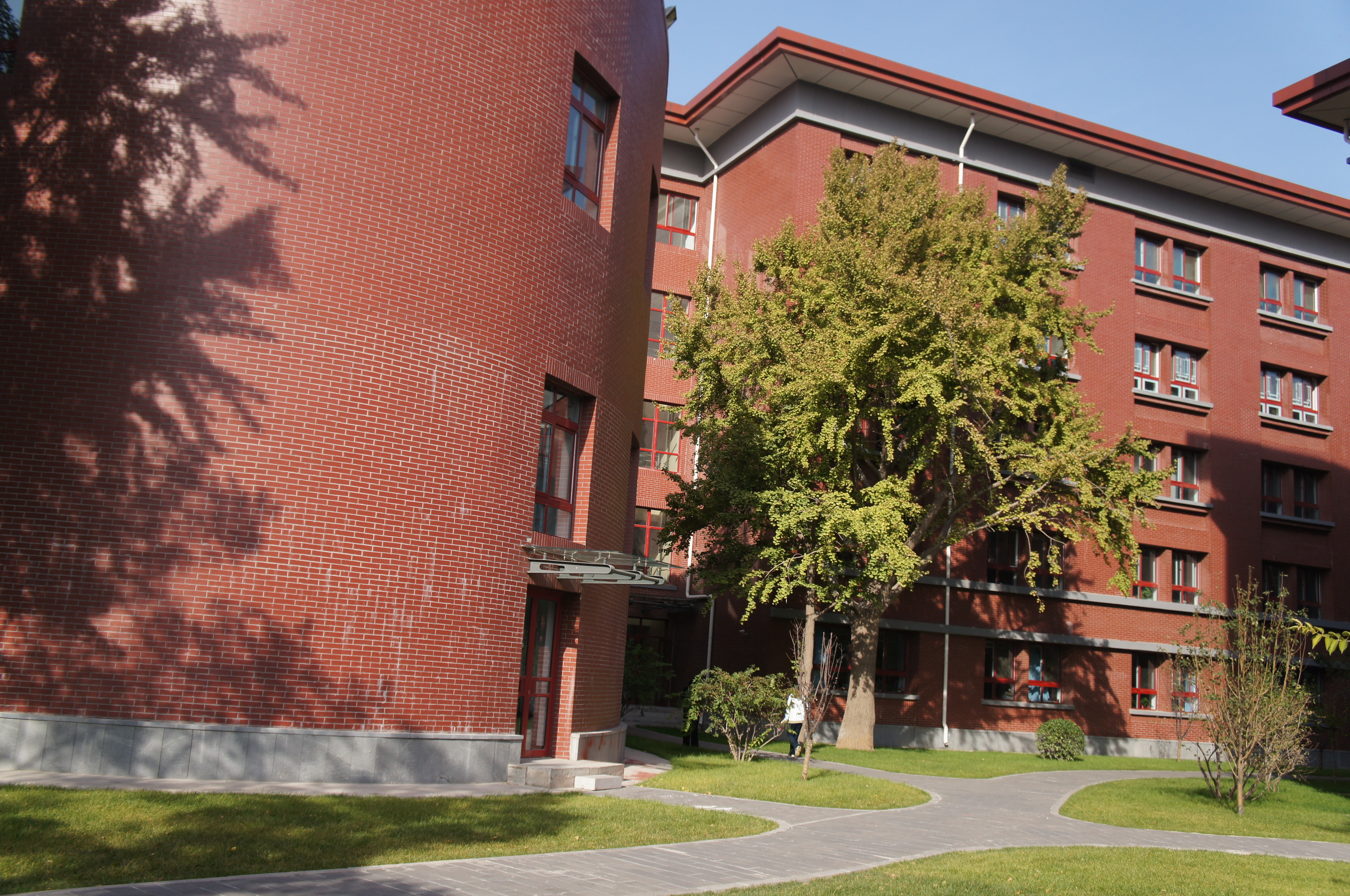
科技楼

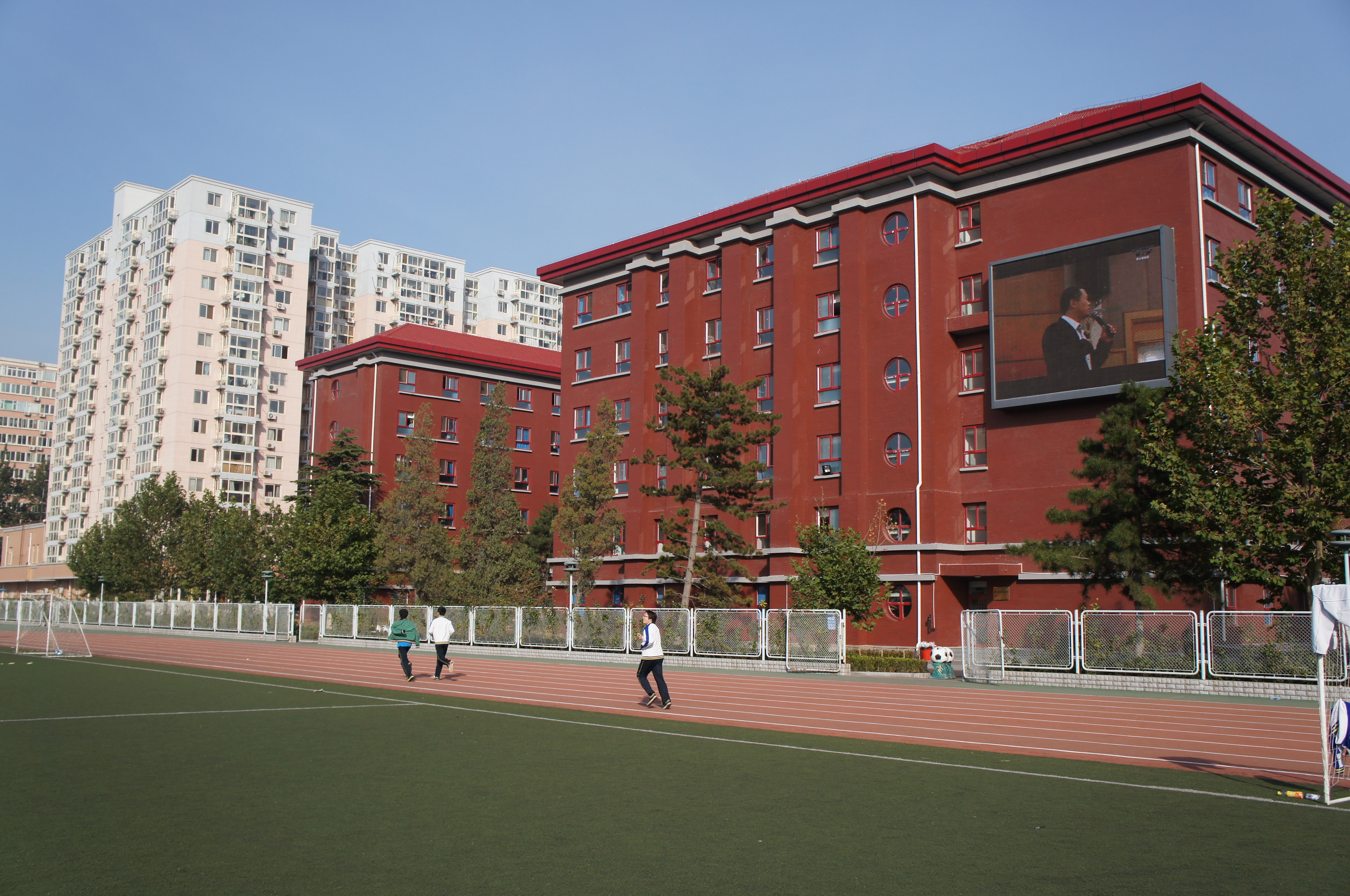
宿舍楼

学校的旗杆位于大操场南侧，其中国旗杆高度为19.52米，象征学校于1952年建校。学校在每周一至周五上午七点三十分进行升旗，下午五点三十分左右进行降旗。届时，操场上的扬声器会提醒同学们“停止活动”，为国旗行注目礼，直至国旗升降结束为止。有时，周一早上还有全校同学都要参加的升旗仪式。
初中楼与高中楼之间的空地上和宿舍楼的南侧设有校务公开栏十余处，阅读栏内大多是“每月百星”（指一类优秀而又突出的学生）的简介、学校近期活动介绍等。
高中楼北侧的“学生创意活动中心”地下室内有“松林书屋”，是学校经营、销售教育类和文学类书籍的小型书店。
学校宿舍楼西侧和教学楼每层的中厅设有液晶电视。在学生宿舍西侧墙面上的大型液晶电视目前只用于在校园足球赛事中播报比分。在中厅中的液晶电视往往会用于播报学部通知。
2012年初，学校在宿舍楼东南侧增设一间小木屋。该建筑为纯木质结构，通体棕黄色，美式风格，顶端挂有米老鼠和唐老鸭的形象。里面有两家学生自主经营的商店，分别是文具店和文化商品店。

## 课程设置
十一学校有自己独特的课程体系，在中华人民共和国统一的课程标准的基础上加以创新和探索，形成独特的引领全国的教育体系。
课程分为必修课和选修课，其中必修课又分为不分类必修课程、分级必修课程和分类必修课程。所谓“不分类必修课程”，指的是所有同年级同学都修相同内容的课程，比如语文、英语；一些课程按照难度分为二至四个等级，供不同发展方向、不同层次的学生选择，每名同学在每个学科的课程中必须且只能选择一个级别，这叫做“分级必修”，级别数越大相应课程越难；一些课程，诸如体育、艺术等，分为不同项目，每名学生在每个学科的课程中必须且只能选择一个项目，这被称为“分类必修”。而选修课则是学生可以根据自己的需求和爱好自由选择的课程。所有课程都具有一定学分，成绩合格后即可获得相应学分，所有必修课都及格，并且修够144学分后方可毕业。
按照十一学校的课程体系，一个学年分为两个学期，一个学期分为两个学段。初高中分为“三三制”和“二四制”两种，即初中三年、高中三年的，和初中两年、高中四年的。

### 竞赛及自主招生课程
竞赛课程是专为具有相对较高理科天赋和浓厚兴趣的高中理科学生开设的特殊课程，需在测试合格后方可参加，一般在每周六和寒暑假上课，没有学分。优秀的竞赛班学生有时还会被送入专门组织，停课进行集训。目前已经开设的竞赛课程已包含五大学科竞赛（有数学、物理、化学、生物和信息学）。该课程的内容主要是本学科的大学课程，甚至少数硕士研究生课程。
参加竞赛课程的学生有时能得到参加各种学科竞赛的机会，并且相对其他学生更容易获得自主招生考试机会，有少数参加该课程的学生还可以直接保送北京大学、清华大学等名牌大学。学校在学科竞赛方面也多次获奖，该校在竞赛方面的水平，在北京市名列前茅。但是，该课程会占用学生较多的课余时间，甚至会耽误学生学习一般课程。所以不少学生在参加一段时间之后，便自动退出。
经核实，北京市禁止的是公办教师有偿补课，竞赛以及自主招生课程是优秀教师在周末开设的无偿课程，学生经过筛选确认其有能力学习竞赛或自主招生课程后无需交任何费用参加，合法合规。正因此，学生无需在各种培训机构以高费用学习竞赛和自主招生课程。

### 出国班课程
对于出国班学生，语文课可以在统一标准的基础上适当减少，其他普通课程（英语除外），可以全部按照最低标准修学。但他们还需要比普通学生多上一些特有的课程，包括AP（中美合作）、A-LEVEL（中英合作），IB（国际文凭组织）等课程。这些课程大多都以纯英语授课，主要使用国外中学教材。如果学生想在将来去非英语国家，还需要学习小语种课程（见上表）。在毕业时，他们会得到中、外两份毕业证书。
目前开设的课程包括：
1. 必修课程：AP英语语言和写作，AP英语文学和写作、AP微观经济学、AP宏观经济学、AP物理、AP生物、AP化学、AP微积分、AP统计学、AP计算机科学、AP人文地理学等。
2. 选修课程：旅游、名著阅读、西方管弦乐及歌剧欣赏、网球、长跑、合唱团、吉他、博弈论、西班牙语、生物、科技与社会、AMC/SAT备考等。

### 国际学生课程
学校针对来自国外的国际学生，设置了专门的课程，例如对外汉语等。
目前，国际学生课程有：
- 语言类课程：基础汉语、汉语会话、汉语听力、汉语写作、汉语水平考试（HSK）辅导、汉语社会实践课、英语等。
- 学历课程：数学、物理、化学、生物、地理、历史等
- 选修课程：摄影、游泳、艺术、技术、马术、西班牙语以及为中国学生开设的所有选修课程。

## 学生社团及课外活动

### 学生社团概况
十一学校的社团通过自费和学校奖学金的方式筹措活动费用。每年 10 月各社团通过社团联合会举办的社团招新大会集中招募新成员，其他时间可以自由招募
社团联合会每年在 3 月举行社团文化周，密集的提供社团活动展示的平台
自从 2013 年初，学校加强了对社团的考核工作，将社团分为不同星级。优秀的社团将予以升级和奖学金激励，未获得星级的社团将被撤销。这样就增强了同学参与活动的积极性和社团负责人的责任心，有利于各个社团的发展。
截止 2024 年 2 月，学校共有 187 个学生社团，全校平均每 28 人就有一个社团。社团分为信息技术、慈善公益、艺术表演、社会科学、自然科学、体育运动等多种类别。

### 主要社团
- HCC社团（全称原为Hotspot Computer Club和HCC Computer Club，现今为HCC Computer Community）是十一学校最大、最权威的计算机及网络类社团。该社团主要为社员提供发展计算机技术的空间，为各类计算机竞赛输送选手，同时也负责学校的部分网络和网站的维护工作。

- 映像十一 主要负责学校各类电视节目和视频宣传片的制作，属于学校媒体之一，但不是官方社团。该社团有学生记者和各类技术人员等。他们制作的宣传片经常出现在学校各处的大屏幕上，为学生提供了校内信息，为学校进行了宣传。

- 校乐团是学校为数不多的由老师组织的社团之一，包括民乐团、管乐团、合唱团。（参见“课程设置”）

- 校游泳队是学校为爱好游泳的学生提供的发展平台，负责培养游泳特長生。该社曾组织学生参加各种游泳比赛，还曾成功培养了游泳二级运动员。该社团是学校中唯一由老师成立的体育类社团。

- 早安十一是个社团性质的自由媒体。该社团通常在北京时间每周一至周五早上 7:10 为学校住宿生提供广播。广播内容以音乐为主，此外还有新闻、社论、情感类内容、寻物启示等。每名同学都可以报名获得试播机会。

- “拜占庭CREW”是一个较为专业的摇滚乐社团。该社经常举办各种校园文艺比赛，并在校内外演出。

### 运动会

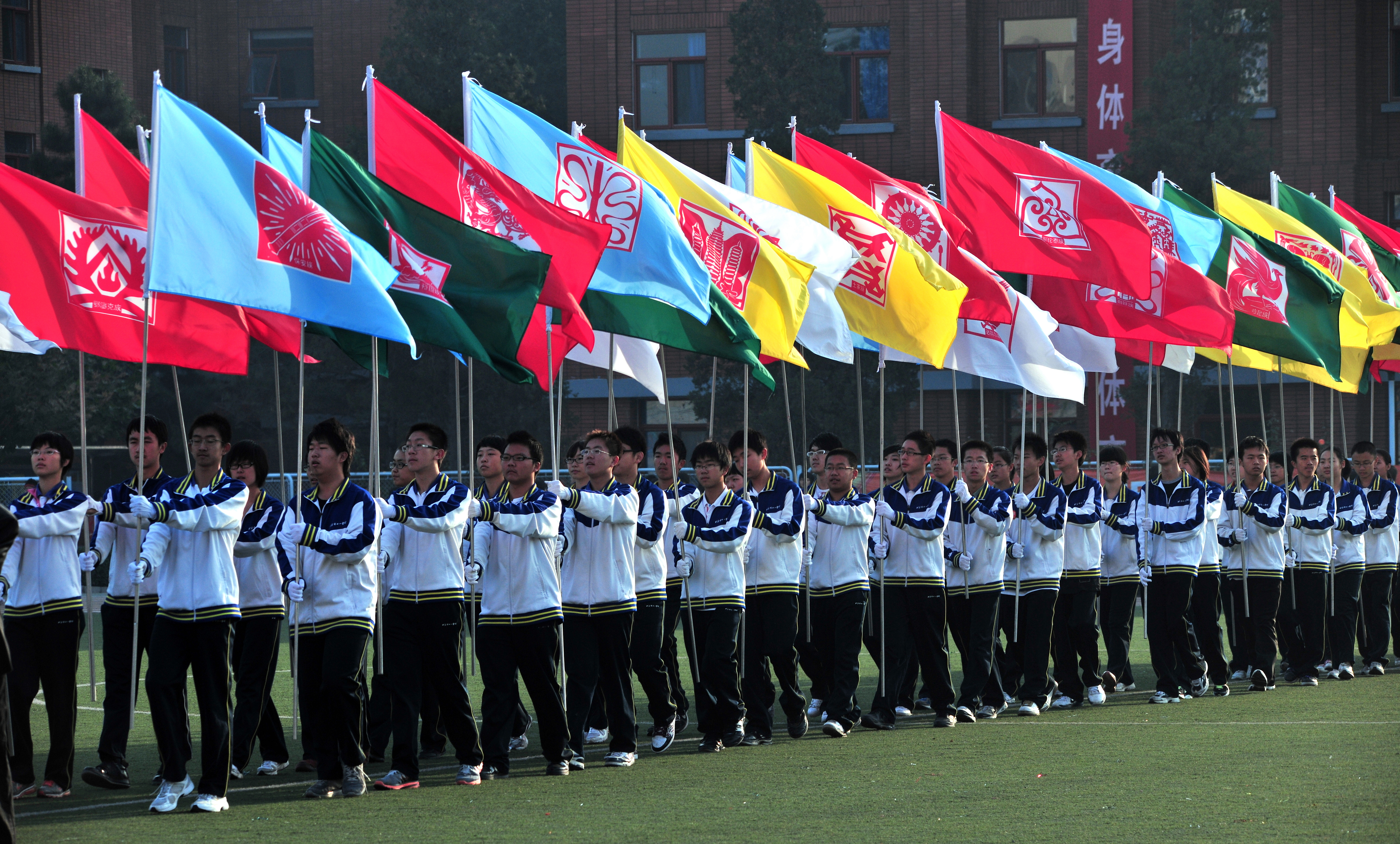
北京市十一学校首届世界民族运动会，运动员持各民族旗帜入场

学校在每年9月底举行运动会。由于在新教改后，班级已经虚化，学生都以个人名义参加，并且将运动会更名“体育季”，规模和参加人数下降，一些像入场式之类的活动也被取消。学生可以以个人名义或者组队选择报名篮球、足球、乒乓球、羽毛球、百米飞人、游泳、网球和武术等一系列项目。学校会为每个项目的优胜选手颁发奖品并且在全校展示。

### 名家大师
一般来说，学校每个星期会邀请一个名家大师或已毕业的优秀学生在星期三来校讲座，现已有莫言、李云迪、孙玉玺、林群、王宏伟、鞠萍、郑渊洁、刘全和刘全利兄弟、陈佩斯、鲁晓威、俞敏洪、昌增益、韩乔生、孟卫东、陈佐忠、黄宏、刘和刚、徐井宏、纪连海、熊光楷、解海龙、刘建宏、蔡志忠、杨利伟、白岩松、六小龄童、杨澜、周源等（排名不分先后）名人来校讲座。

### 戏剧课程结业展示
戏剧课程会在每年的期末考试前在剧场进行结业展示，学生可自愿前往观看。

### 研究性学习
学校要求每名高中学生毕业前必须完成三次研究性学习，然后交上论文或其他相关成果，并参加答辩。学生可以研究各种自己喜欢的内容。老师会组成评委组，为学生打分，分数会记入学生的最终成绩报告。如果做课题的次数不够，或者此项成绩不及格，就不能毕业。

### 其他
学校还常常开展“校园吉尼斯”、课外实践、大学考察等活动，以丰富学生的课余生活。

## 学生会
学生会由校共青团团委领导，校学生会由各年级学生会组成。
学生会目前设有活动部（负责策划校园活动）、宣传部（负责传达信息提升校园影响力）、权益部（负责反映学生诉求）三个部门。

## 高考成绩
| 年份 | 一本上线率/% | 本科上线率/% |
| ---- | ------------ | ------------ |
| 2008 | 91.7         | 99.6         |
| 2009 | 93.8         | 99.5         |
| 2010 | 98.9         | 100          |
| 2011 | 100          | 100          |
| 2012 | 99.7         | 100          |
| 2013 | 96.9         | 100          |
| 2014 | 97.9         | 100          |
| 2015 | 97.5         | 100          |

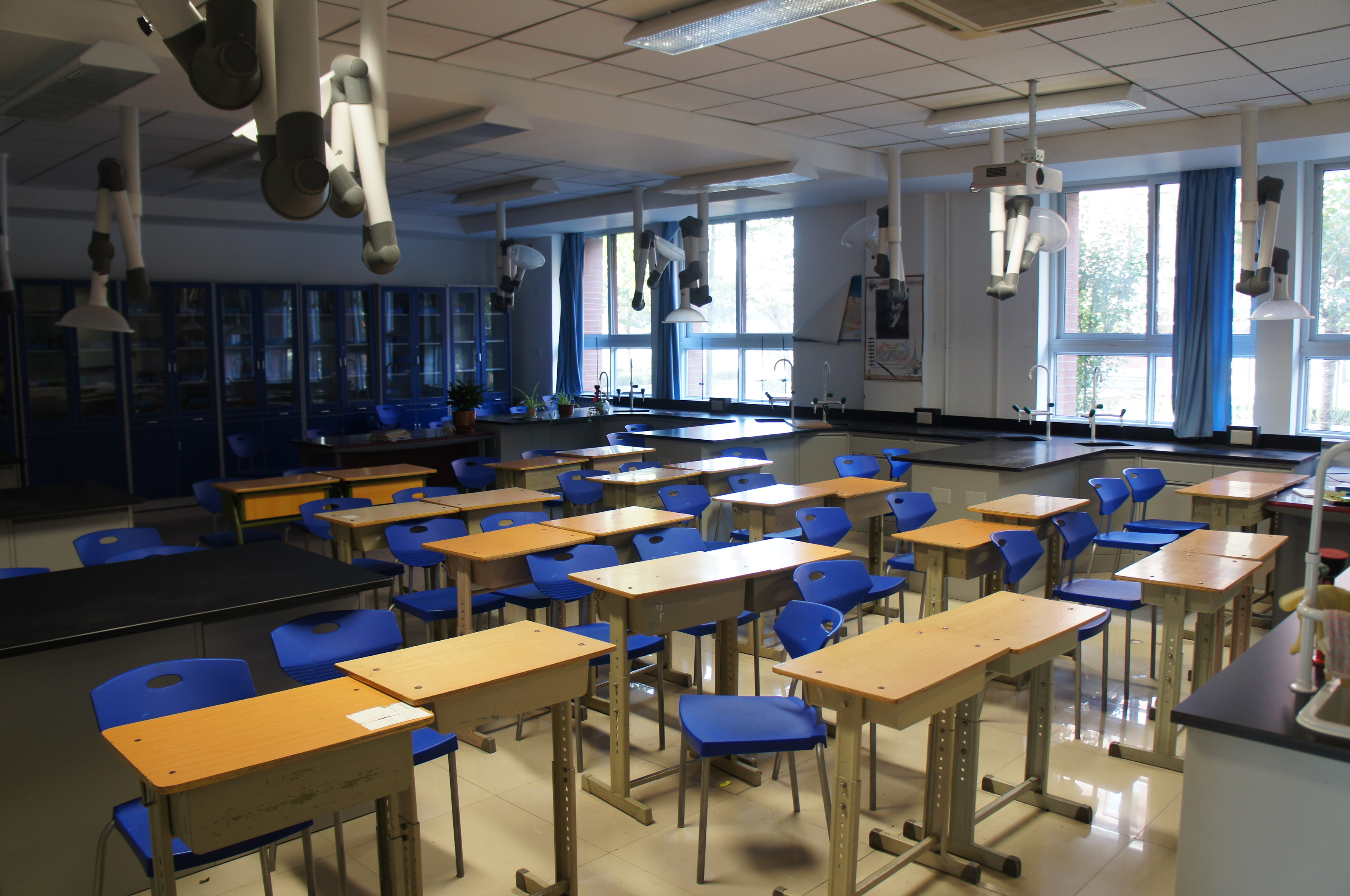
高中教学楼

2017年，在走班制学习下的第二届学生高考成绩仍然优秀，北京市文、理前10名2人。650以上106人，占全市的7.05%，首次突破7%大关，创学校历史最高水平。640以上169人，占全市的6.87%；文科海淀前200名29人，占比14.5%，理科海淀前1600名218人，占比13.6%。（一本率和本科率对于优秀学校已无太大意义）裸分高分中，估计达清北线（文661分以上，理670以上）人数为文7人，理26人，合计33人，位居北京市第二。自主招生降分人数中，北京大学自招和博雅计划分别为8人、24人，清华大学自招和领军计划分别为12人、28人，共计72人，位居北京市第二，全国第三。

## 关联学校

### 北京十一学校一分校

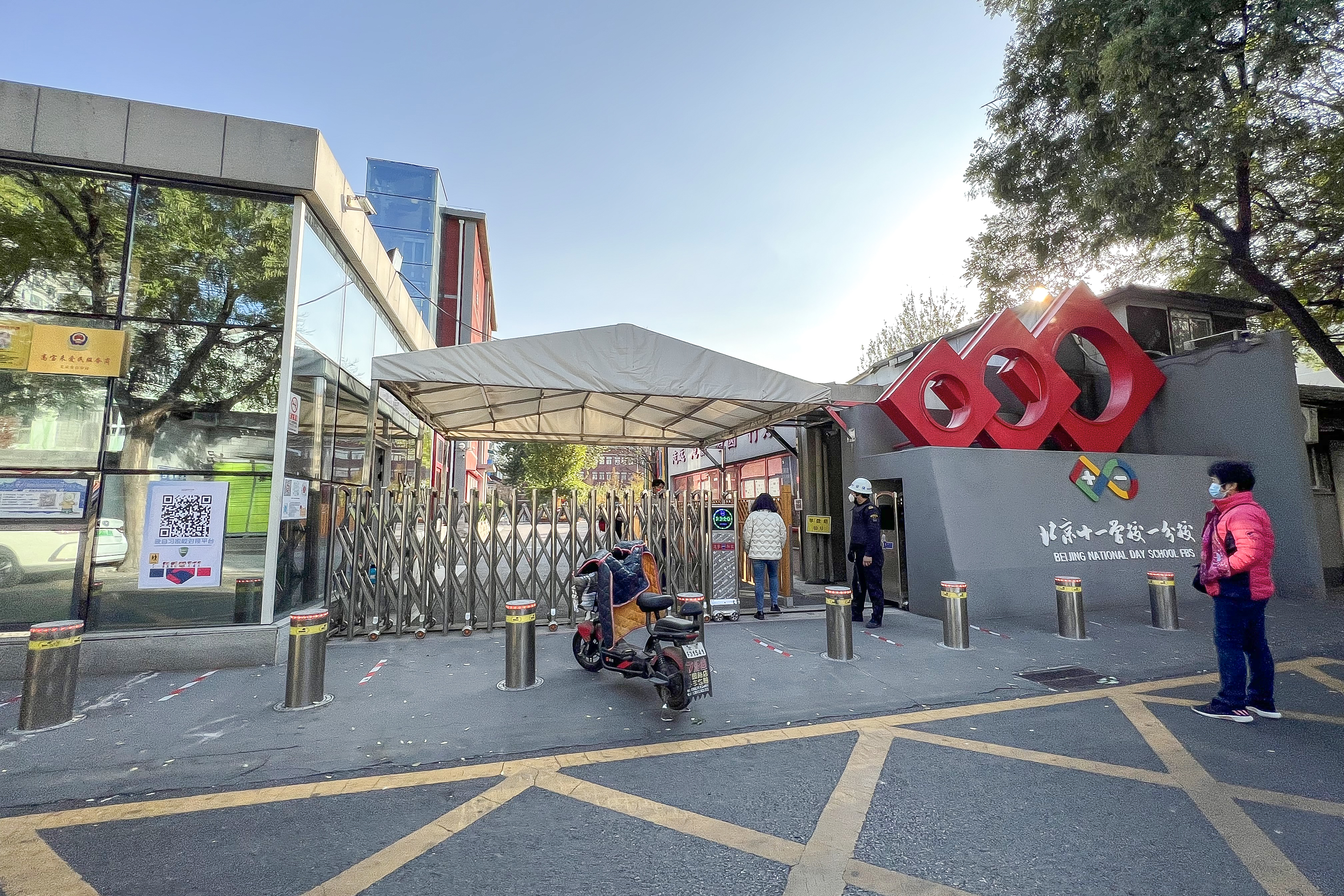
十一学校一分校

北京十一学校一分校为九年一贯制学校，位于翠微路以西的太平东路，由原北京市第206中学与海淀区群英小学于2014年3月26日合并而成。
原206中学成立于1979年，1982年与群英学校中学部合并后从羊坊店迁至后者的校址翠微路19号。

### 建华学校

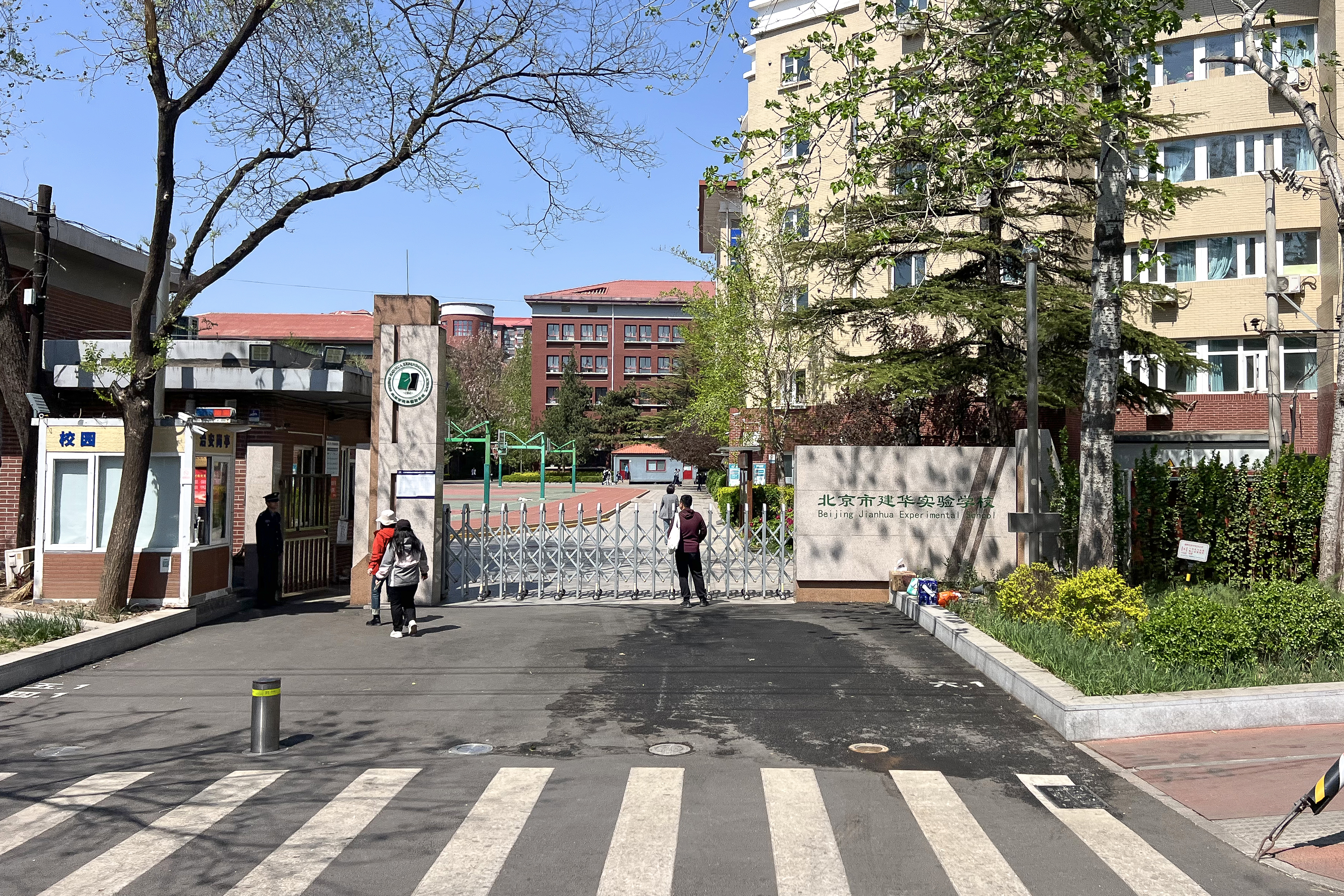
建华学校太平路老校区

位于北京市海淀区西南部的北京十一学校校园内，占地面积约一万平方米，是一所公立的、有小学、初中和高中的寄宿学校。建华学生的学费高于十一学校学生，享受与十一学校基本相同的师资、硬件条件，校服也保持一致。
建华学校1993年由中国民主建国会北京市委员会建立，最初位于丰台区洋桥北里5号，1993年9月21日开学，1995年9月27日由十一学校与民建北京市委签订联办北京建华实验学校的协议，1996年5月30日正式交由十一学校主办、民建北京市委协办。2022年9月，建华实验学校由民办学校转为海淀区属公办学校。
2023年，建华实验学校开始借址西北旺镇丰滢中路原永丰中学校址办学，计划在中关村科技园区亮甲店一带（邓庄南路）建设新校址，实现整体北迁，原有在读学生仍在海淀区南部原址就读至毕业。另有于2024年9月建成启用的唐家岭校区。

### 北京十一晋元中学

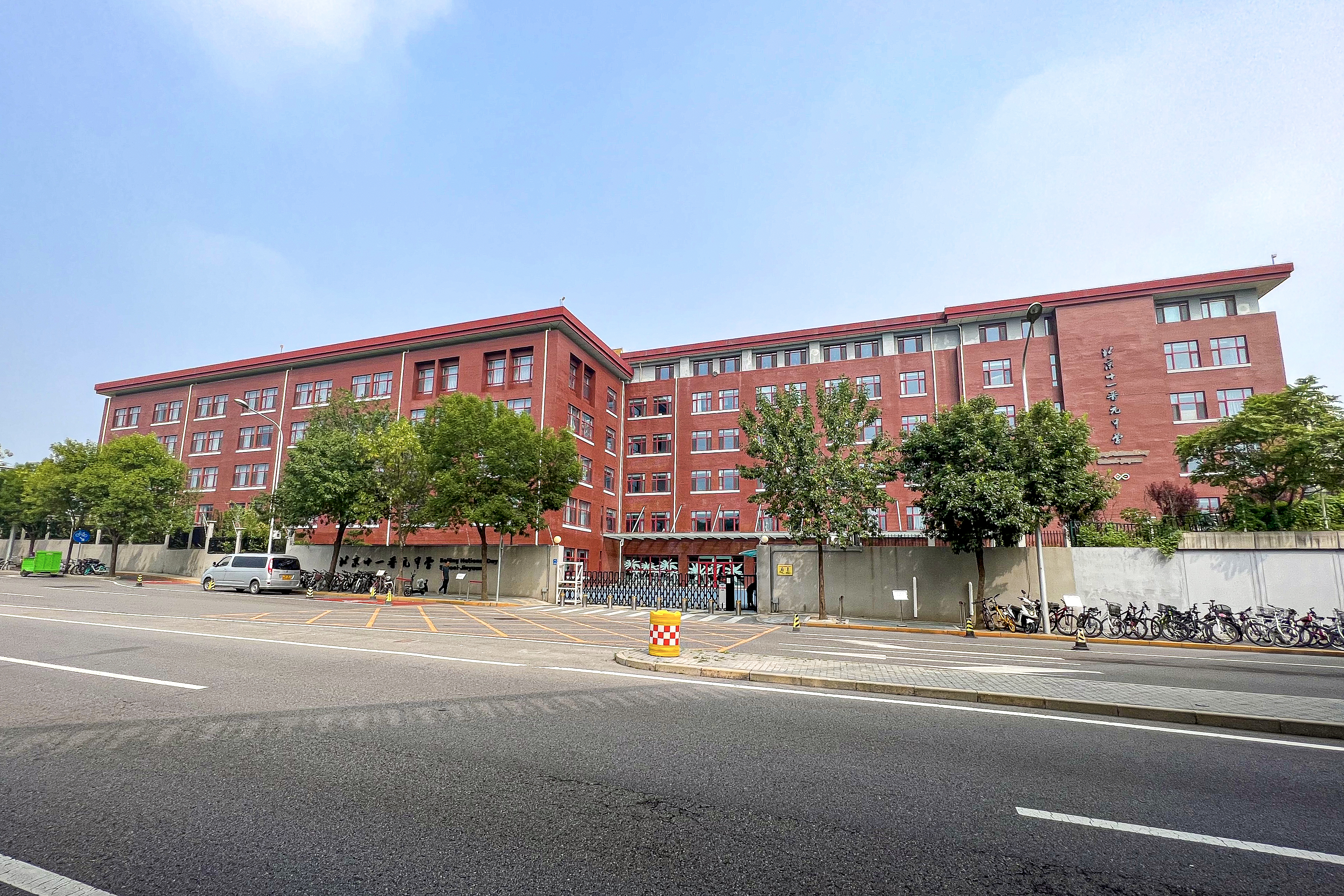
北京十一晋元中学

北京十一晋元中学位于海淀区田村山南路35号，2019年9月开学。

### 亦庄实验中学

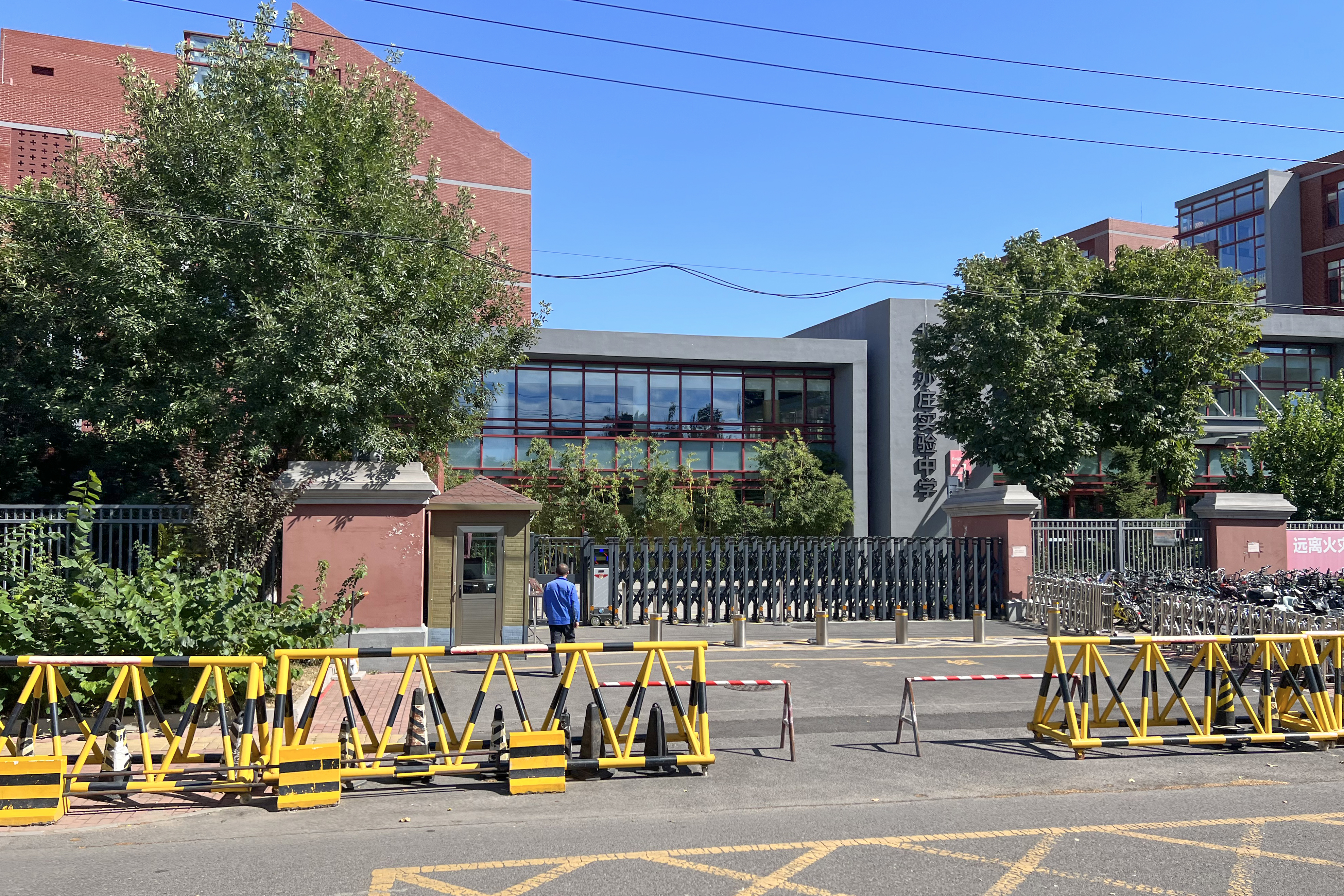
亦庄实验中学

北京亦庄实验中学也称北京市十一学校经开区分校，位于北京市大兴区博兴街道四合路12号，2016年建成并开始招生，是一所初中、高中、国际部一体的完全中学。

### 北京十一未来城学校
北京十一未来城学校位于昌平区北七家镇未来科学城，为昌平区教委与北京市十一学校合办的九年一贯制学校，2020年9月1日迎来首批新生。

### 北京十一实验中学

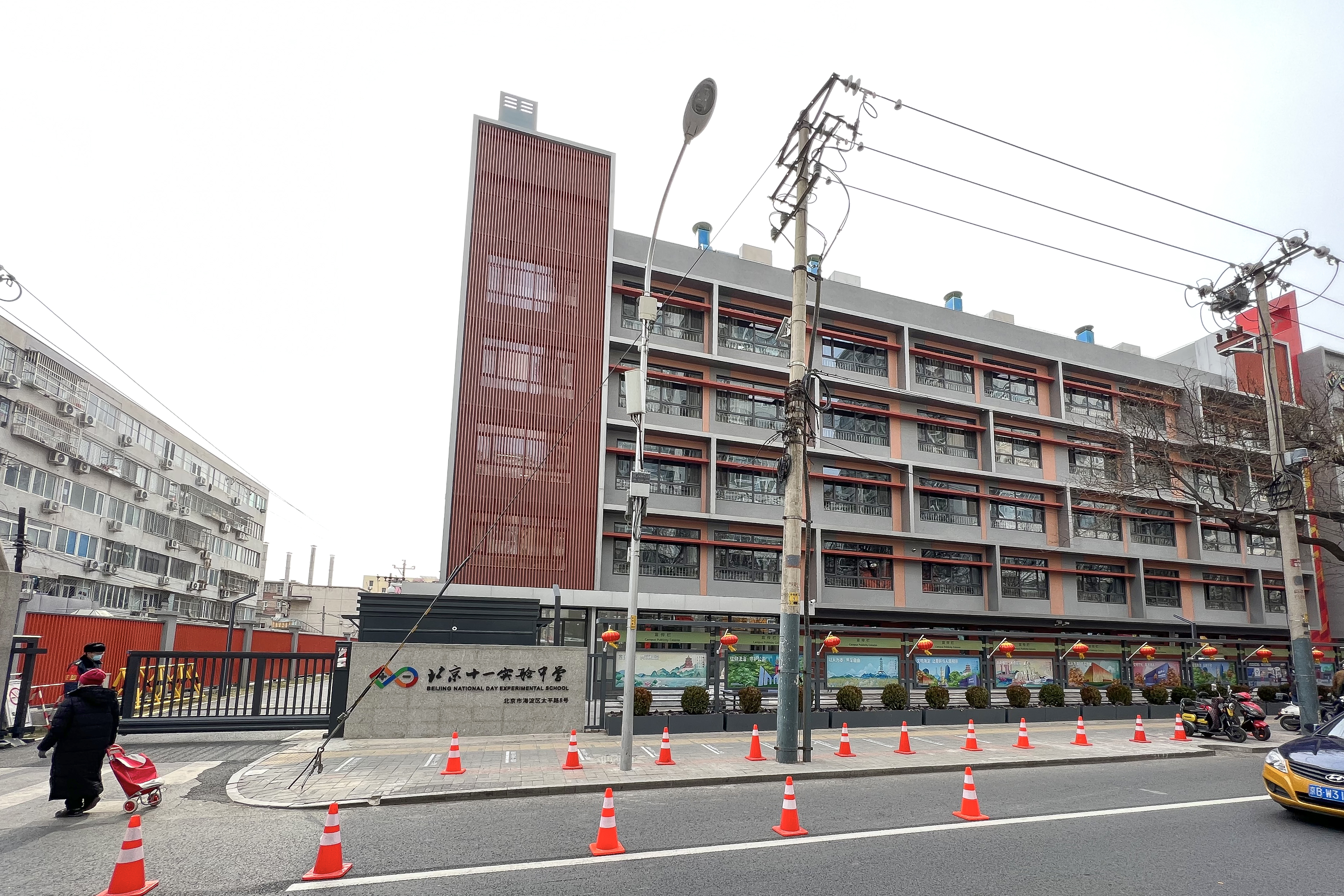
十一实验中学

原为1964年成立的北京市太平路中学，2016年7月由十一学校承办。

### 北京市第四十七中学
四十七中原为1923年10月成立的私立北平中法大学附属温泉中学，1953年7月2日更名为北京市第四十七中学，2016年5月6日成为北京十一学校联盟校。

### 北京十一学校石景山实验中学
北京市十一学校石景山实验中学位于石景山区北辛安，为北辛安地区棚改项目配套学校，2023年6月19日竣工，同年9月正式开学。

## 著名校友

### 政军界
- 俞正聲
- 张又侠，中国人民解放军上将，现任中央军委副主席。其父张宗逊上将，曾任解放军总后勤部部长。
- 黄献中，中国人民解放军上将，沈阳军区政治委员。
- 陈凯，中国人民解放军少将，全国政协委员。
- 张冀元，中国人民解放军少将。
- 谢彬，中国人民解放军少将。
- 毕京京，中国人民解放军中将，国防大学副校长。
- 段洣毅，中国人民解放军少将。
- 金一明，中国人民解放军少将。
- 林建超，中国人民解放军少将[54]
- 等四十多名将军。

### 企业界
- 王青海，世界500强企业首都钢铁总公司党委书记、董事长，曾任北京市人民代表大会委员会副秘书长[55]

### 文艺界
- 张若昀，演员
- 鲁晓威，导演，中国电视艺术家协会理事会理事。[56]

### 学术界
- 杜强，美国工业与应用数学学会会士。
- 冯子奕，美国化学协会成员、理事。

## 相关條目
- 北京市高中示范校列表
- 北京市教委
- 教改
- 李希贵
- 中华人民共和国教育
- 中华人民共和国中央军事委员会